# Carmen García Lecumberri
María del Carmen García Lecumberri, también conocida como Carmen García Lecumberri, es una investigadora española, profesora titular y doctora en Psicología por la Universidad Nacional de Educación a Distancia. Se especializa en la investigación de la psicobiología de las adicciones, tema en el que ha publicado ocho libros.

## Trayectoria académica
Se licenció en Psicología por la Universidad Complutense de Madrid en 1982, en 1994 obtuvo el doctorado en la misma disciplina en la UNED con la tesis doctoral "Efecto del Factor Liberador de Corticotropina en un Modelo de (CRF) en la Prueba de Natación Forzada", por la cual recibió la calificación Apto Cum Laude.
Fue nombrada profesora titular del área de Psicobiología en 2003 de la UNED. Su área de investigación es la Psicobiología de las adicciones, participando en diversos proyectos de investigación en universidades españolas, y presentando sus resultados en varios libros y revistas científicas de la especialidad.
Durante su trayectoria profesional en el Departamento de Psicobiología de la Facultad de Psicología de la Uned desarrolló docencia en Grado, Licenciatura, Posgrado y Doctorado. También ha participado en varias jornadas y actas en la Uned en innovación docente.

## Líneas de investigación
- Efectividad de las terapias combinadas en el tratamiento de las adicciones
- Factores de recaída en adicciones
- Patología dual[9]

## Premios y reconocimientos
- Premio Mejor Curso Virtual otorgado por el Consejo Social de la UNED al Equipo Docente de Fundamentos de Psicobiología. Noviembre 2011.[5]
- Premio Mejor Proyecto de Investigación en Innovación Docente otorgado por el Consejo Social de la UNED al Proyecto Enredad@s II .[5] Equipo Docente de Fundamentos Biológicos de la Conducta. Noviembre 2009.
- Accésit Proyecto de Investigación en Innovación Docente otorgado por el Consejo Social de la UNED al Proyecto Enredad@s .[5] Equipo Docente de Fundamentos Biológicos de la Conducta. Noviembre 2008.
- Beca Predoctoral de Formación de Profesorado y Personal Investigador del Ministerio de Educación y Ciencia en el área de Psicobiología en la UNED desde 1991 a 1994.
- Doctora en Psicología por la UNED en 1994 con la tesis doctoral "Efecto del Factor Liberador de Corticotropina en un Modelo de (CRF) en la Prueba de Natación Forzada "[3] con la calificación Apto Cum laude por unanimidad, dirigida por el profesor Emilio Ambrosio.[5]